# エミリア・フォックス
エミリア・フォックス（Emilia Fox、本名：Emilia Rose Elizabeth Fox、1974年7月31日 - ）は、イギリスの女優。BBCのクライムサスペンスドラマ『Silent Witness』のニッキー・アレキサンダー役で有名。

## プロフィール
ロンドン出身。父親は俳優のエドワード・フォックス、母親は女優のジョアンナ・デヴィッド。オックスフォード大学で英文学を学んだ。主にテレビドラマで活躍している。
フォックスは母語である英語のほかにドイツ語とフランス語も堪能。また、映画『フローズン・タイム』の中でスペイン語も披露していて語学に長けている。チェロとピアノを弾くことができる。
2001年に禁酒、2002年に禁煙した。
2005年に俳優のジャレッド・ハリスと結婚。2008年に別居し、2009年1月、離婚申請。結婚してから遠距離での生活が続いたことと2007年に流産したことからお互いの気持ちが離れていったと思われる。ハリスとの離婚が成立したのは2010年6月。
ハリスとの離婚申請をしてから、俳優であり映画監督でもあるジェレミー・ギリーと付き合うようになり、離婚が成立する前の2010年5月にギリーとの間に子供ができたことがわかった。2010年11月に出産、生まれた女の子はローズと名付けられた。ジェレミー・ギリーとは2011年に別れている。

## 主な出演作品

### 映画
| 公開年 放映年 | 邦題 原題                                                                              | 役名                         | 備考           |
| ------------- | -------------------------------------------------------------------------------------- | ---------------------------- | -------------- |
| 1999          | David Copperfield                                                                      | クレア・コパーフィールド     | テレビ映画     |
| 2002          | 戦場のピアニスト The Pianist                                                           | ドロタ                       |                |
| 2003          | トロイ ザ・ウォーズ Helen of Troy                                                      | カサンドラ                   | テレビ映画     |
| 2003          | マーダーネット 3 Blind Mice                                                            | クレア                       |                |
| 2003          | Henry VIII                                                                             | ジェーン・シーモア           | テレビ映画     |
| 2004          | レジェンド・オブ・サンダー Gunpowder, Treason & Plot                                   |                              | テレビ映画     |
| 2004          | ライフ・イズ・コメディ! ピーター・セラーズの愛し方 The Life and Death of Peter Sellers | リン・フレデリック           | クレジットなし |
| 2004          | フローズン・タイム Cashback                                                            | シャロン                     | 短編           |
| 2005          | 人生は、奇跡の詩 La Tigre e la neve                                                    | ナンシー・ブラウニング       |                |
| 2005          | キーピング・ママ Keeping Mum                                                           | ローズマリー・ジョーンズ     |                |
| 2006          | アガサ・クリスティー ミス・マープル2 動く指 Agatha Christie Marple: The Moving Finger  | ジョアンナ・バートン         | テレビ映画     |
| 2007          | バレエ・シューズ Ballet Shoes                                                          | シルヴィア・ブラウン         | テレビ映画     |
| 2008          | フラッシュバック Flashbacks of a Fool                                                  | シスター・ジーン             |                |
| 2009          | ドリアン・グレイ Dorian Gray                                                           |                              |                |
| 2021          | ブライズ・スピリット〜夫をシェアしたくはありません! Blithe Spirit                      | ヴァイオレット・ブラッドマン |                |

### テレビシリーズ
| 放映年    | 邦題 原題                                                 | 役名                     | 備考         |
| --------- | --------------------------------------------------------- | ------------------------ | ------------ |
| 1995      | 高慢と偏見 Pride and Prejudice                            | ジョジアーナ・ダーシー   | ミニシリーズ |
| 2004-2016 | 法医学捜査班 silent witness Silent Witness                | ニッキー・アレクサンダー | 92エピソード |
| 2009      | ロイヤル・スキャンダル ～エリザベス女王の苦悩～ The Queen | エリザベス2世            | 1エピソード  |
| 2009-2011 | 魔術師マーリン Merlin                                     | Morgause                 | 11エピソード |